# Aromagarten Erlangen

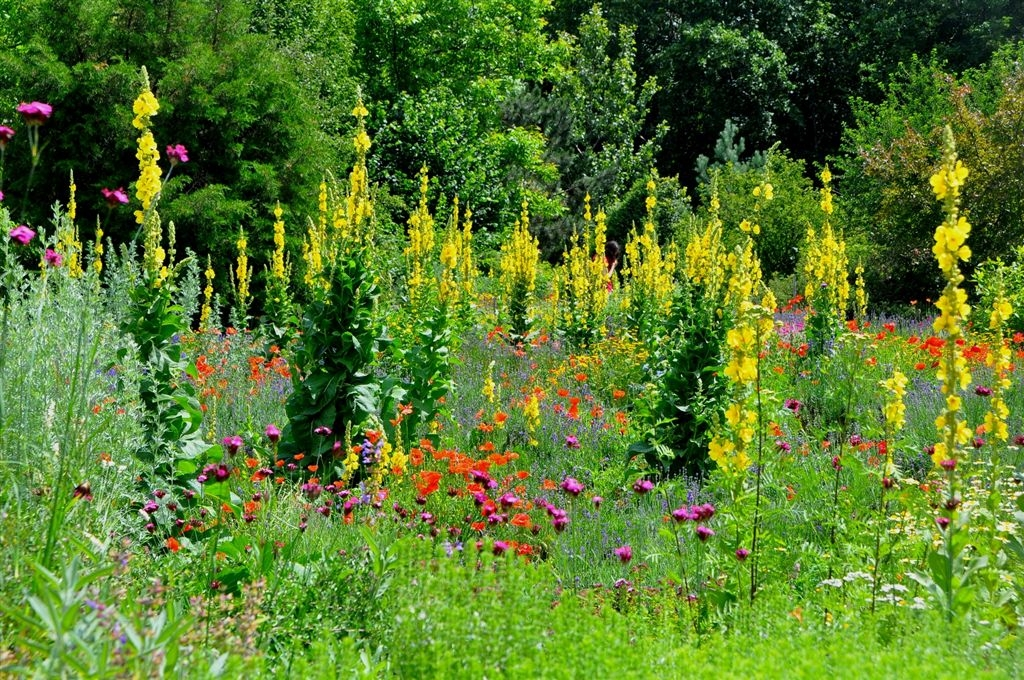
Im Aromagarten (Juni 2011)

Der Aromagarten Erlangen ist ein öffentlicher, mit Aromapflanzen gestalteter Garten der Friedrich-Alexander-Universität Erlangen-Nürnberg. Er liegt mitten im Stadtgebiet Erlangens im Landschaftsschutzgebiet an der Palmsanlage unterhalb der Ludwigsbrücke und der Schwabach. Als der Garten nach zweijähriger Bauzeit 1981 eröffnet wurde, war er weltweit der erste Garten dieser Art. Auf dem 8.900 m² großen Areal wachsen etwa 120 heimische und auch fremdländische Aromapflanzen, die Aromastoffe bilden und als Arzneimittel, Gewürze und für kosmetische Zubereitungen genutzt werden.

## Geschichte und Zielsetzung

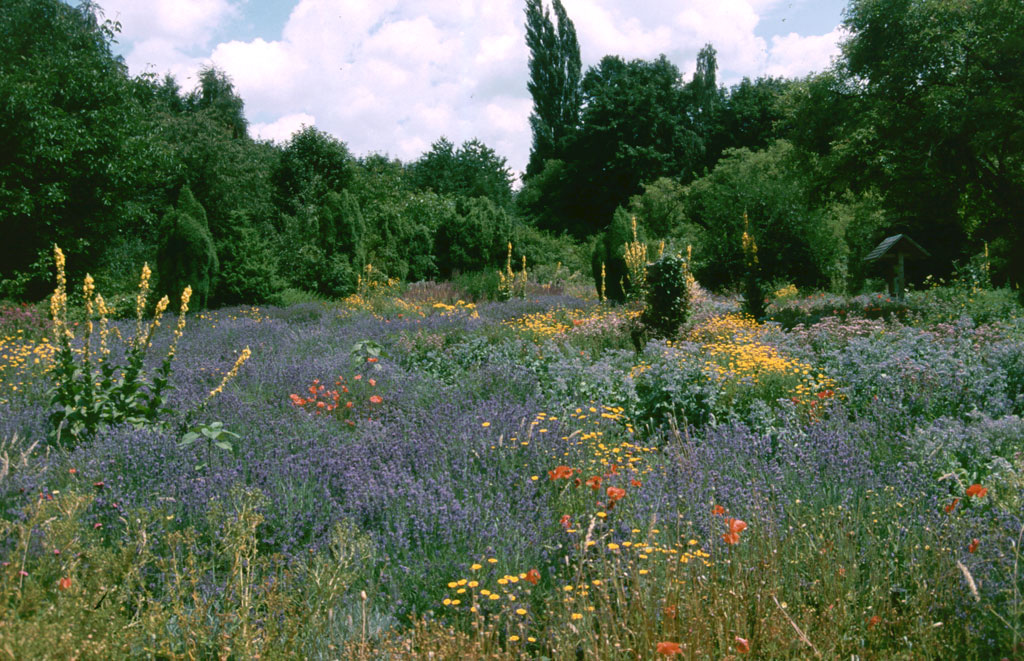
Im Aromagarten; Blick nach Osten (Juli 2007)

Die Errichtung des Aromagartens Erlangen erfolgte nach Plänen und auf Betreiben von Karl Knobloch vom Institut für Botanik und Pharmazeutische Biologie der Friedrich-Alexander-Universität Erlangen-Nürnberg. Die Universität stellte das Gelände zur Verfügung, den als Biegelsberger Acker bezeichneten ehemaligen Gemüsegarten des früheren Bezirkskrankenhauses. Nachdem auch die Stadt Erlangen ihre Unterstützung zugesichert, Unternehmen der Gewürz- und Pharmaindustrie, Gärtnereien sowie Bürger der Stadt zahlreiche Spenden zur Verfügung oder in Aussicht gestellt, das Arbeitsamt die Mitfinanzierung von ABM-Kräften bewilligt und Naturschutz- und Wasserwirtschaftsbehörden das Vorhaben ohne Bedenken akzeptiert hatten und die umfangreichen Planungen abgeschlossen waren, begannen im September 1979 die „Vorarbeiten für den Duftgarten“. Schon im Sommer 1980 ergrünten mehrere tausend Pflanzen auf dem Gelände, wo zwei Jahre vorher noch Brennnesseln und Müllberge das Bild bestimmten; einige Pflanzen schlugen erstmals und erfolgreich Wurzeln auf europäischem Boden. Am 24. Juli 1981 konnte der Aromagarten dann offiziell eröffnet und damit auch der Bevölkerung zugänglich gemacht werden.
Die Gestaltung des Aromagartens folgt zum einen wissenschaftlichen Zielsetzungen. Ein Teil des Gartens ist als Experimentier- und Anbaufläche für das Institut für Botanik und Pharmazeutische Biologie verwendbar. Praktika zur Biologie der pflanzlichen Inhaltsstoffe für Studierende der Biologie, der Pharmazie und Lebensmittelchemie sind möglich; gleichzeitig können sich Diplomanden und Doktoranden mit der Analytik, aber auch mit der vielfältigen Wirkungsweise der Aromastoffe befassen.
Aromapflanzen bilden ihre Aromastoffe als Ätherisches Öl (z. B. in Salbei, Kamille, Fenchel u. a.), als schwefelhaltige Aromavorstufen in Lauch-Gewächsen (z. B. in Küchenzwiebel, Knoblauch u. a.), als Senföle in Kreuzblütlern (z. B. in Rettich, Senf, Kren u. a.), als Bitterstoffe (in Wermut, Schafgarbe u. a.), als Scharfstoffe (in Paprika, Kalmus u. a.); und deshalb können sie genutzt werden als Arznei, Gewürz, Kosmetikum und technisches Hilfsmittel.
Verschiedene Institute der Universität, neben dem Institut für Botanik und Pharmazeutische Biologie, wie z. B. die Organische Chemie oder die Physiologie und Biokybernetik waren und sind wegen der Analyse der Inhaltsstoffe dieser Pflanzen sehr am Aromagarten interessiert. So stellte das Bundesministerium für Forschung und Technologie Hans Jürgen Bestmann (bekannt geworden durch seine Untersuchungen zu Insektenlockstoffen) vom Institut für Organische Chemie Forschungsgelder für die Entwicklung von Pflanzenschutzmitteln auf natürlicher Basis zur Verfügung. Ein Großteil der hierfür notwendigen Extrakte wurde aus den Pflanzen des Aromagartens gewonnen. – Im Institut für Botanik und Pharmazeutische Biologie konnte mit Forschungsgeldern aus verschiedenen Industriebetrieben die Arbeitsgruppe um Karl Knobloch die wirksamen Bestandteile der Aromapflanzen isolieren und charakterisieren sowie Erkenntnisse erarbeiten zu deren Einfluss und Wirkungsweise auf lebende Zellen und ihre isolierten Bestandteile.

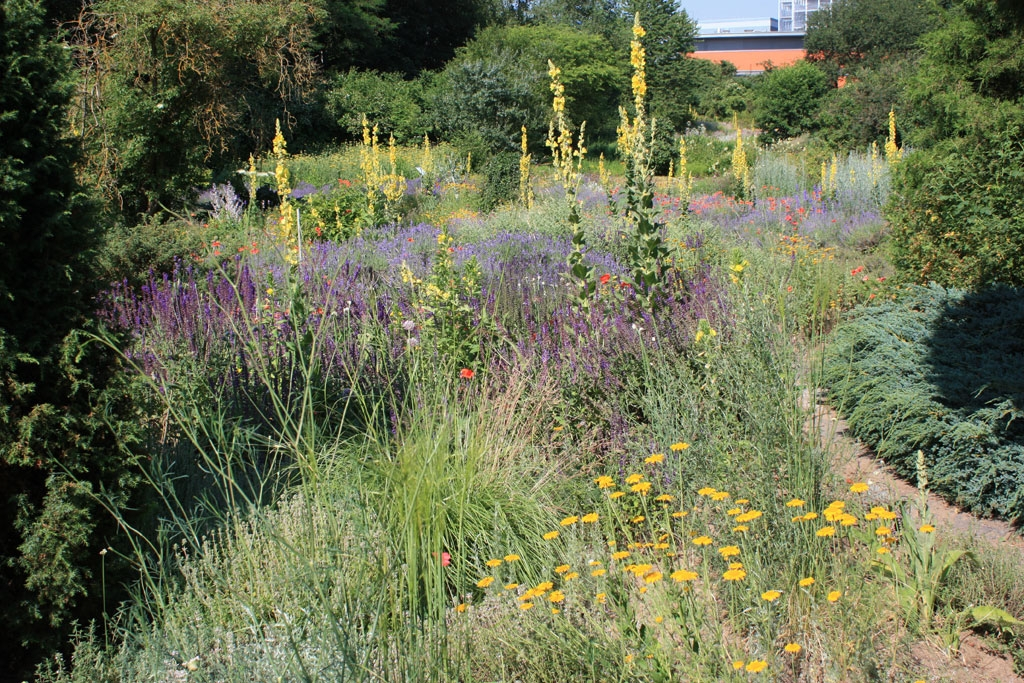
Im Aromagarten; Juli 2010; Blick nach Westen

Es sollen aber auch interessierte Bürger und Schüler Nutznießer des Aromagartens sein, für die besondere Führungen abgehalten werden. Bei der Anpflanzung, die auch alte und aus fränkischen Bauerngärten bekannte Pflanzen umfasst, war man auch auf Originalität und Exklusivität bedacht. An ausländischen Pflanzen sind z. B. amerikanischer Andorn, die Indianernessel, das Tulsi der Hindus (Ocimum sanctum), auch verschiedene Beifußarten angepflanzt.

## Lage und Öffnungszeit

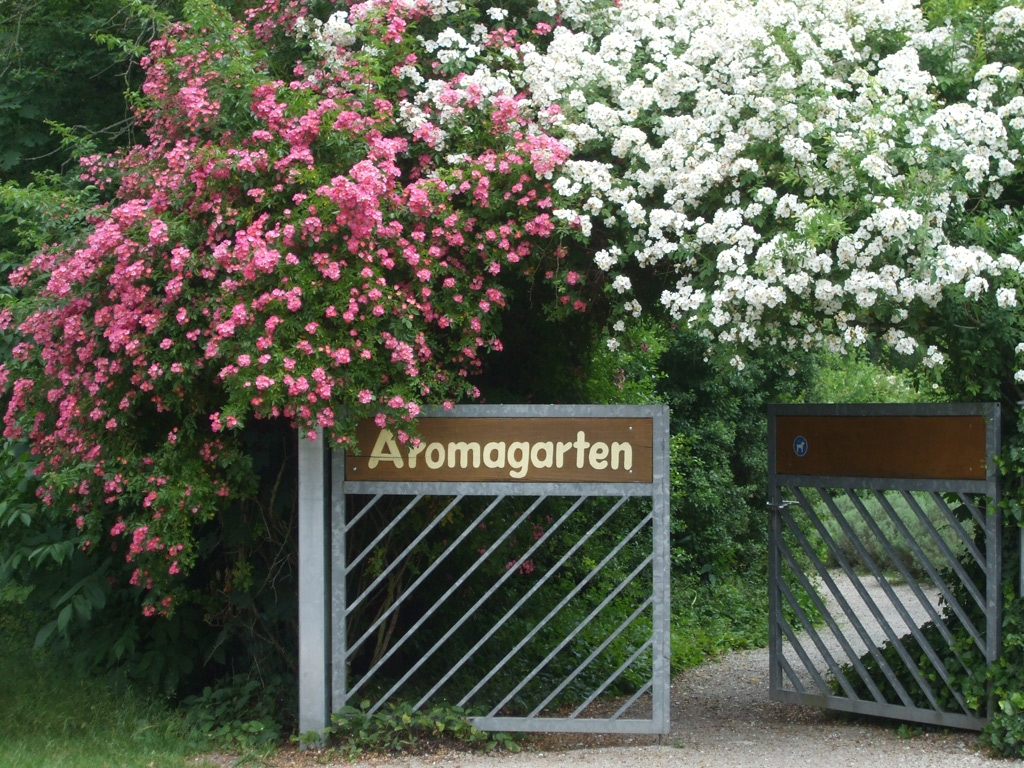
Eingang zum Aromagarten (Juni 2008)

Der Aromagarten liegt im Tal der Schwabach am nordöstlichen Rand der Erlanger Innenstadt. Der Eingang befindet sich östlich der Palmsanlage genannten Straße und südlich des Flüsschens Schwabach, getrennt hiervon durch den Martiusweg.
Geöffnet ist der Aromagarten in den Monaten April bis Oktober täglich von 7.00 bis 19.00 Uhr. Der Eintritt ist frei. Die Termine der Führungen sind auf der Homepage des Botanischen Gartens Erlangen abrufbar; unter dem Link „Palmenblatt“, einem regelmäßigen Infoblatt des Botanischen Gartens Erlangen, sind die Führungstermine einsehbar. Für Kinder werden altersgerecht pädagogisch gestaltete Führungen angeboten. Im Juni jeden Jahres findet darüber hinaus der „Tag des Aromagartens“ mit speziellen Führungen, aromatischen Speisen und Unterhaltung statt.

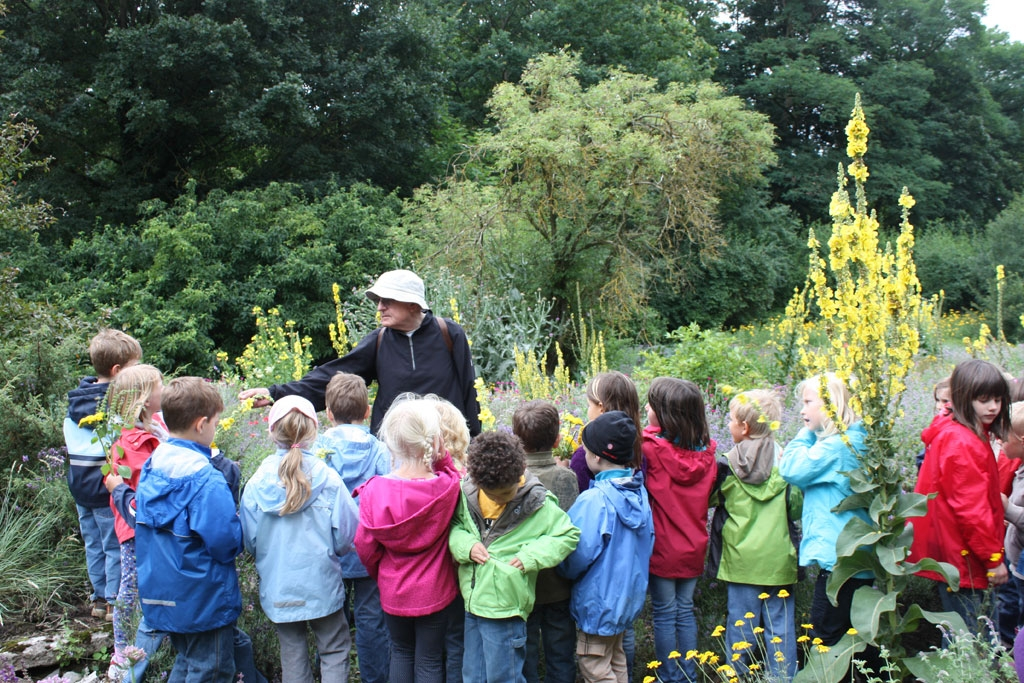
Karl Knobloch mit jungen Besuchern (Juli 2011)